# Andrés de la Oliva Santos
Andrés de la Oliva Santos (Madrid, 1946) es un jurista español, catedrático de Derecho procesal de la Universidad Complutense de Madrid.

## Biografía
Estudió Derecho en la Universidad de Navarra finalizando la licenciatura en 1967 y obteniendo el título de Doctor dos años después. Completó su formación como procesalista bajo el magisterio del profesor Jorge Carreras Llansana y en 1974 ganó las oposiciones de Profesor Agregado Numerario de Derecho Procesal de la Universidad Complutense de Madrid. En 1976 obtuvo plaza de Catedrático de la Universidad de Santiago de Compostela, y fue catedrático también de las universidades de Zaragoza y de Alcalá de Henares en los primeros años ochenta, hasta que en 1984 obtuvo la plaza de Catedrático de Derecho Procesal de la Universidad Complutense desde la que ha desarrollado toda su actividad académica posterior. Cuenta con más de una veintena de discípulos, catedráticos y profesores de Derecho Procesal de varias Universidades españolas e iberoamericanas, que se han formado como procesalistas bajo su magisterio.
Ha sido Vocal de la Junta Electoral Central (1983) y del Consejo General del Poder Judicial (1990-1996), así como Consejero del Consejo Consultivo de la Comunidad Autónoma de Madrid (2009-2016). Es Académico de número de la Real Academia de Jurisprudencia y Legislación. En 2015 fue investido doctor honoris causa por la Universidad Rey Juan Carlos, acto en el que pronunció el discurso titulado “La Ciencia del Derecho y la Universidad en una encrucijada vital”. Ha sido distinguido también con el Grado de doctor honoris causa de la Universidad Autónoma de Chiapas, otorgado por acuerdo del Honorable Consejo Universitario de dicha Universidad de 4 de diciembre de 2019.
Es asimismo Académico no residente de la prestigiosa Accademia delle Scienze dell’Isituto di Bologna, en la que ingresó y se le impuso la medalla el 10 de abril de 2018, pronunciando la lección titulada “La razionalità e il controllo sulla razionalità del giudizio sui fatti”.
Es miembro de la International Association of Procedural Law (Asociación Internacional de Derecho Procesal), de la Wissenschaftliche Vereinigung für Internationales Verfahrensrecht e. V. (Asociación Científica de Derecho Procesal Internacional), del Instituto Iberoamericano de Derecho Procesal y de la Société de Législation Comparée (Section de Droit Processuel), constituida en la U. Sorbonne-Panthéon. Asimismo, es miembro del Consejo Académico del Institut International pour le Pouvoir Judiciare, de la Unión Internacional de Magistrados (UIM).
Andrés de la Oliva es autor de más de ciento ochenta publicaciones científicas sobre materias de su especialidad jurídica, entre las que cabe destacar las monografías sobre “La sociedad irregular mercantil en el proceso” (1971), fruto de su tesis doctoral, y “La conexión en el proceso penal” (1972); la traducción y anotación del libro de Stein sobre “El conocimiento privado del Juez” (1973 y 1990), la monografía sobre “El derecho a la tutela jurisdiccional. La persona ante la Administración de Justicia: derechos básicos” (1980), el libro "Jueces imparciales, fiscales investigadores y nueva reforma para la vieja crisis de la Justicia penal" (1989), y los estudios sobre el objeto del proceso y la cosa juzgada publicados en los libros "Sobre la cosa juzgada (civil, contencioso-administrativa y penal, con examen de la jurisprudencia del Tribunal Constitucional)" de 1991 y "Objeto del proceso y cosa juzgada en el proceso civil", de 2005 (publicado también en Italia en 2009, con traducción de D. Volpino y presentación de M. Taruffo, con el título "Oggeto del Processo Civile e Cosa Giudicata"). Es autor principal, junto con otros autores, de obras generales sobre Derecho procesal como los "Comentarios a la Ley de Enjuiciamiento Civil" publicados en 2001 y los manuales de Derecho procesal civil que, con distintos coautores y títulos, han aparecido desde 1982 y cuyas últimas ediciones están publicadas en dos volúmenes con el título Curso de Derecho Procesal Civil (2013 y 2014).
Ha dirigido numerosos proyectos de investigación competitivos entre los que cabe destacar el titulado "El Derecho Procesal Civil Europeo y la implantación de la e-Justicia en la Unión Europea" financiado por la Comisión Europea y desarrollado por un equipo de especialistas en Derecho procesal de siete universidades españolas (Almería, CEU-Herrera Oria, Granada, Jaén, Rey Juan Carlos, Valencia y Valladolid), cinco universidades italianas (Bolonia, Brescia, Florencia, Pavía y Urbino) y dos universidades francesas (Paris I-La Sorbonne y Paris X-Nanterre), bajo la dirección de Andrés de la Oliva. El proyecto ha dado lugar a varias publicaciones sobre Derecho Procesal Civil Europeo en España, Italia y Francia.
Entre 1996 y 1998, Andrés de la Oliva estuvo al frente de los trabajos prelegislativos de elaboración de la Ley 1/2000, de 7 de enero, de Enjuiciamiento Civil, por encargo de la Ministra de Justicia Margarita Mariscal de Gante y Mirón.
Cabal idea de la personalidad humana y profesional de Andrés de la Oliva proporciona el texto Giustizia e processo. Una conversazione con Andrés De La Oliva Santos a cura di Vincenzo Varano (prestigiosísimo iuscomparatista de la Universidad de Florencia y profesor del NYU). Se trata de una larga y enjundiosa entrevista.
Junto a su actividad académica y jurídica, Andrés de la Oliva es autor de numerosos artículos, declaraciones y entrevistas publicados en los más importantes medios de comunicación, sobre cuestiones de interés general, con especial atención a la Justicia y a la educación y la Universidad. Desde 2009 Andrés de la Oliva mantiene el blog "Por Derecho", en el que expresa sus opiniones y participa en el debate público sobre cuestiones relacionadas con el Derecho y la Universidad, principalmente.
Andrés de la Oliva ha cultivado también la poesía, a la que ha dedicado parte de su tiempo de ocio. El libro "Días libres" (Madrid, 2006, ISBN 9788461133550) reúne una selección de poemas escritos por de la Oliva a lo largo de bastantes años.
Está en posesión de la Gran Cruz de San Raimundo de Peñafort. En 2015 fue distinguido, asimismo, con el premio #T que concede el grupo de abogados y profesionales del Derecho conocido como "La Brigada Tuitera" en reconocimiento a la actuación de personas o instituciones en pro de la Justicia como derecho fundamental y de ésta como pilar del Estado Social y Democrático de Derecho.